# Telchinia alciope
Telchinia alciope is een vlinder uit de familie van de Nymphalidae. De wetenschappelijke naam van de soort is voor het eerst gepubliceerd in 1852 door William Chapman Hewitson.

## Verspreiding
Telchinia alciope komt algemeen voor in westelijk- en centraal-tropisch Afrika waaronder Guinee, Sierra Leone, Liberia, Ivoorkust, Ghana, Togo, Benin, Nigeria, Equatoriaal Guinee, Gabon, Congo Brazzaville, Congo Kinshasa, Centraal Afrikaanse Republiek, Rwanda, Oeganda, Angola en Zambia.

## Waardplanten
De rups leeft op Theobroma cacao (Malvaceae) en soorten van de geslachten Fleurya en Musanga uit de brandnetelfamilie (Urticaceae).